# Papirus 9
Papirus 9 (według numeracji Gregory-Aland), α 1009 (von Soden), oznaczany symbolem {\displaystyle {\mathfrak {P}}^{9}} – wczesny grecki rękopis Nowego Testamentu pisany na papirusie, w formie kodeksu. Paleograficznie datowany jest na III wiek. Zawiera fragmenty 1 Listu Jana.

## Opis
Zachowały się fragmenty kodeksu z tekstem 1. Listu Jana 4,11-12.14-17. Tekst pisany jest jedną kolumną na stronę, 16 linijek w kolumnie. Zachowany fragment mieści 5 linijek tekstu.
Tekst rękopisu pisany jest niestarannie, przez niewprawioną rękę, litery są nieregularne, tekst nie zawsze jest czytelny.
Tekst grecki reprezentuje aleksandryjski typ tekstu, Kurt Aland zaklasyfikował go do kategorii I.
Rękopis odkryty został przez Grenfell i Hunt w Oksyrynchos. Tekst rękopisu opublikowany został w 1903 roku, po czym przekazany został Harvard University ze względu na finansowanie prac wykopaliskowych w Oksyrynchos.
Rękopis przechowywany jest w Houghton Library Uniwersytetu Harwarda (Semitic Museum Inv. 3736).